# Albrecht 4. af Østrig
Albrecht IV (19. september 1377 – 14. september 1404) var hertug af Hertugdømmet Østrig.
Han blev født i Wien og var søn af hertug Albrecht III og Beatrix af Nuremberg. Han var hertug af Østrig fra 1395 til 1404, hvilket dengang dækkede over nutidens Niederösterreich og det meste af Oberösterreich, da de andre Huset Habsburgdomæner var regeret af hans familiemedlemmer i den Leopoldske linje af familien. Albrechts styre var karakteriseret af skænderier med den del af hans familie og med medlemmer af det luxemburgske dynasti, Wenzel og Sigismund.
Albrecht døde ved Klosterneuburg i 1404. Han er begravet i krypten i Stephansdom i. Han blev efterfulgt af sin søn Albrecht. Gennem sin mormor, Elisabeth af Meissen, nedarvede Albrecht IV fra Babenberg-hertuger af Østrig.

## Familie
Han giftede sig i d. 24. april 1390 i Wien med Johanna Sophia af Bayern, datter af Albrecht I, hertug af Straubing-Holland og Margarete af Brieg. Deres børn var:
1. Albrecht V (16. august 1397–27. oktober 1439, Neszmély).
2. Margarete (26. juni 1395, Wien–24. december 1447), gift i Landshut 25. november 1412 med hertug Heinrich XVI af Bayern.

| Efterfulgte: Albrecht III | Hertug af Østrig 1395–1404 | Efterfulgtes af: Albrecht V |